# Margaret Sheridan (attrice)
Margaret Elizabeth Sheridan (Los Angeles, 29 ottobre 1926 – Orange, 1º maggio 1982) è stata un'attrice statunitense.

## Biografia
Attrice attiva dai primi anni '50 alla metà degli anni '60, è nota soprattutto per il ruolo di Nikki Nicholson al fianco di Kenneth Tobey nel film di fantascienza La cosa da un altro mondo (1951).

## Filmografia

### Cinema
- La cosa da un altro mondo (The Thing from Another World), regia di Christian Nyby (1951)
- Operazione Z (One Minute to Zero), regia di Tay Garnett (1952)
- La mia legge (I, the Jury), regia di Harry Essex (1953)
- Pride of the Blue Grass, regia di William Beaudine (1954)
- La gang dei falsari (The Diamond), regia di Dennis O'Keefe e Montgomery Tully (1954)
- Lo sport preferito dall'uomo (Man's Favorite Sport?), regia di Howard Hawks (1964)

### Televisione
- The Adventures of Ellery Queen – serie TV, episodio 3x13 (1952)
- City Detective – serie TV, episodio 1x01 (1953)
- Four Star Playhouse – serie TV, episodio 2x22 (1954)
- Carovane verso il West (Wagon Train) – serie TV, episodio 7x19 (1964)
- Polvere di stelle (Bob Hope Presents the Chrysler Theatre) – serie TV, episodio 1x25 (1964)